# Puchar Narodów Afryki 2023 (kwalifikacje)/Grupa D
Grupa D jest jedną z dwunastu grup eliminacji do turnieju o Puchar Narodów Afryki 2023. Składa się z czterech wymienionych niżej reprezentacji:
- Egipt
- Gwinea
- Malawi
- Etiopia

## Tabela
| Msc. | Zespół  | M | W | R | P | Br+ | Br- | +/- | Pkt |
| ---- | ------- | - | - | - | - | --- | --- | --- | --- |
| 1    | Egipt   | 6 | 5 | 0 | 1 | 10  | 3   | +7  | 15  |
| 2    | Gwinea  | 6 | 3 | 1 | 2 | 9   | 7   | +2  | 10  |
| 3    | Malawi  | 6 | 1 | 2 | 3 | 4   | 10  | -6  | 5   |
| 4    | Etiopia | 6 | 1 | 1 | 4 | 5   | 8   | -3  | 4   |

|         | Egipt | Gwinea | Malawi | Etiopia |
| ------- | ----- | ------ | ------ | ------- |
| Egipt   | X     | 1:0    | 2:0    | 1:0     |
| Gwinea  | 1:2   | X      | 1:0    | 2:0     |
| Malawi  | 0:4   | 2:2    | X      | 2:1     |
| Etiopia | 2:0   | 2:3    | 0:0    | X       |

## Wyniki

### Kolejka 1
| 5 czerwca 2022 15:00 CEST | Malawi · Mhango 10' (k.), 34' (k.) | 2:1(2:0)Raport | Etiopia · 68' (k.) Nassir | Bingu National Stadium, Lilongwe Sędzia: Abongile Tom |
|                           |                                    |                |                           |                                                       |

| 5 czerwca 2022 21:00 CEST | Egipt · Mohamed 87' | 1:0(0:0)Raport | Gwinea | Stadion Międzynarodowy w Kairze, Kair Sędzia: Ahmad Heeralall |
|                           |                     |                |        |                                                               |

### Kolejka 2
| 9 czerwca 2022 18:00 CEST | Gwinea · Keïta 90+1' | 1:0(0:0)Raport | Malawi | Stade de l'Unité de Nongo, Konakry Sędzia: Lamin Jammeh |
|                           |                      |                |        |                                                         |

| 9 czerwca 2022 18:00 CEST | Etiopia · Hotessa 21' · Bekele 39' | 2:0(2:0)Raport | Egipt | Bingu National Stadium, Lilongwe Sędzia: Georges Gatogato |
|                           |                                    |                |       |                                                           |

### Kolejka 3
| 24 marca 2023 20:00 CEST | Egipt · Salah 20' · Marmoush 45+1' | 2:0(2:0)Raport | Malawi | Stadion 30 czerwca, Kair Sędzia: Pierre Atcho |
|                          |                                    |                |        |                                               |

| 24 marca 2023 21:30 CEST | Gwinea · Kamano 39' · Bayo 73' | 2:0(1:0)Raport | Etiopia | Stade Mohamed V, Casablanca Sędzia: Djindo Houngnandande |
|                          |                                |                |         |                                                          |

### Kolejka 4
| 27 marca 2023 21:00 CEST | Etiopia · Markneh 34' · Jima 90+5' | 2:3(1:2)Raport | Gwinea · 4' Keïta · 42' Moriba · 70' Guilavogui | Stade Moulay Abdellah, Rabat Sędzia: Alhadi Mahamat |
|                          |                                    |                |                                                 |                                                     |

| 28 marca 2023 15:00 CEST | Malawi | 0:4(0:3)Raport | Egipt · 4' Hamed · 16' Marmoush · 20' Salah · 49' Zizo | Bingu National Stadium, Lilongwe Sędzia: Dahane Beida |
|                          |        |                |                                                        |                                                       |

### Kolejka 5
| 14 czerwca 2023 20:00 CEST | Gwinea · Guirassy 26' | 1:2(1:1)Raport | Egipt · 42' Trézéguet · 79' Mohamed | Stade de Marrakech, Marakesz Sędzia: Daniel Laryea |
|                            |                       |                |                                     |                                                    |

| 20 czerwca 2023 16:00 CEST | Etiopia | 0:0(0:0)Raport | Malawi | Estádio do Zimpeto, Maputo Sędzia: Djindo Houngnandande |
|                            |         |                |        |                                                         |

### Kolejka 6
| 8 września 2023 18:00 CEST | Egipt · Fathi 37' | 1:0(1:0)Raport | Etiopia | Cairo International Stadium, Kair Sędzia: Patrice Mebiame |
|                            |                   |                |         |                                                           |

| 9 września 2023 15:00 CEST | Malawi · Saizi 23' · Chaziya 88' · | 2:2(1:0)Raport | Gwinea · 56' Camara · 58' Sow | Kamuzu Stadium, Blantyre Sędzia: Clément Kpan |
|                            |                                    |                |                               |                                               |

## Strzelcy
2 gole
- Omar Marmoush
- Mostafa Mohamed
- Mohamed Salah
- Naby Keïta
- Gabadinho Mhango

1 gol
- Mostafa Fathi
- Tarek Hamed
- Trézéguet
- Zizo
- Shimelis Bekele
- Dawa Hotessa
- Kitika Jima
- Kenean Markneh
- Abubeker Nassir
- Mohamed Bayo
- Aguibou Camara
- Morgan Guilavogui
- Serhou Guirassy
- François Kamano
- Ilaix Moriba
- Saïdou Sow
- Robert Saizi
- Lawrence Chaziya